# Ron Nachman
Ron Nachman (hebrejsky: רון נחמן) byl izraelský politik, dlouholetý starosta města Ariel. a bývalý poslanec Knesetu za stranu Likud.

## Biografie
Narodil se 6. srpna 1942 v Tel Avivu. Sloužil v izraelské armádě, kde dosáhl hodnosti seržanta (samal). Vystudoval právo, politologii a pracovní studia na Telavivské univerzitě.

## Politická dráha
Byl jedním ze zakladatelů a od roku 1985 i starostou města Ariel, které patří k největším izraelským osadám na Západním břehu Jordánu. Působil jako místopředseda Svazu místních samospráv a člen Sionistického akčního výboru.
V izraelském parlamentu zasedl po volbách v roce 1992, do nichž šel za Likud. Byl členem výboru pro ústavu, právo a spravedlnost, výboru pro imigraci a absorpci a výboru pro televizi a rozhlas. Ve volbách v roce 1996 nebyl zvolen.
Posmrtně mu byla udělena Izraelská cena za celoživotní práci.